# Шаџар ел Дур
Шаџар ел Дур (ар. شجر الدر) позната још и као Исметдин ум Халил (ар. عصمة الدين أم خليل) је била робиња турског или јерменског порекла која је служила на двору султана Ел Салих Наџмудин Ајуба. Издигла се до високе позиције на двору а потом се удала за њега и родила му сина Халила. Наследила је египатски престо 1250. године и на власти била 80 дана, пошто су јој се Мамелуци заклели на верност након смрти њеног мужа Ел Салиха Ајуба. Исте године је абдицирала у корист свог другог мужа Ел Муиза Ајбака ел Туркменија. Одиграла је важну улогу за време Седмог крсташког рата као и током битке за Мансуру.

## Порекло
Шаџар ел Дур је била робиња пореклом из Харезма, Јерменије или можда из Турске. Ел Салих Ајуб ју је купио пре него што је постао султан. Имао је сина са Шаџар ал-Дур по имену Халил који је умро у мају 1250. године (648. године по хиџри). Након што се ослободио из заточеништва у ал-Караку, Шаџар ал-Дур је отишла са њим у Египат и тамо се удала за њега. Пошто је постао султан Египта 1240. године, Шаџар ал- Дур је понекад политички деловала у његовом одсуству по питањима власти, када би се он нашао ван Египта. У априлу 1249. године, ал-Салих је био у Леванту где се борио са Ајубидским господарима који су му били ривали, када је до њега стигла вест да краљ Француске, Луј IX, након његове смрти у народу познат као Луј Свети, борави на Кипру и на путу је да покори Египат. У јуну 1249. године, витезови и коњица Седмог крсташког похода су се искрцали са својих бродова и утаборили се у близини Дамијете у Египту. Ратне кочије која је султан ал-Салих поставио у околини Дамијета ради одбране града су се повукле и крсташи су са лакоћом заузели град који је иначе био празан јер су се сви становници разбежали када су чули за повлачење кочија. Султан ал-Салих се разбеснео и погубио возаче због њиховог кукавичлука и бега. Ал-Салих је прешао на сигурно, у Мансуру. Тамо је 23. новембра 1249. године нагло умро након 10 година владавине, и то у веома критичном тренутку за његову земљу. Шаџар ал-Дур је позвала главног египатског војсковођу Фахрудина Јусуфа и управитеља султанске палате ал-Таваши Џамалудина Мухсина. Њима је саопштила вест да је султан ал-Салих умро и да је Египат сада у веома тешком положају без владара, поготово када се страна инвазија окупља пред њиховим вратима. Њих троје су се сложили да сакрију вест о смрти султана да не би сломили дух војницима и народу као и да не би охрабрили крсташе да нападну. У тајности, и без знања било кога другог, Шаџар ал-Дур је чамцем пребацила султаново тело до тврђаве Џазират ал-Рауда. Упркос томе што ал-Салих бин Ајуб није одредио ко ће га наследити када умре, Шаџар ал-Дур је ипак послала мамелучког заповедника Фарисудина Актаија ал-Џимдара до утврде Кифа, и да призове Тураншаха, сина ал-Салиха Ајуба да влада Египтом, пошто је њен син са султаном умро. Пре смрти, ал-Салих је показао својој супрузи где се налазе папири за издавање званичних султанских заповеди. Шаџар ал-Дур и Фахрудин Јусуф су почели да издају султанске заповеди на овим папирима. Говорили су да је султан болестан и да не може да се виђа ни са ким. Било је неопходно да му доносе храну испред собе где је спавао како нико не би посумњао. Издата је султанска наредба да је султанов син, Тураншах постао наследник египатског султаната.

## Тријумф Египта у Седмом крсташком рату
Вест о смрти султана ал-Салиха Ајуба је стигла до крсташа. У исто време је у Дамијету стигао Алфонсо од Поатјеа, брат краља Луја, и са собом понео залихе хране, воде и оружја. Охрабрени, крсташи су напустили Дамијету и упутили се према Каиру. Крсташка коњица, коју је предводио Роберт од Артоа, други брат краља Луја, успела је да пређе канал Ешмом путем који је познавао један локални становник. Напали су изненада египатску војску удаљену око 3 km од Каира. У тој бици погинуо је заповедник Фахрудин Јусуф. Египатски војници, који су били изненађени неочекиваним нападом, побегли су у Мансуру. Заповедник Рукнудин Бајбарс је представио Шаџар ал-Дур, де-факто владарки Египта у том тренутку, план који сачинио, према ком крсташка коњица која је јурила према Мансури упада у клопку. Шаџар ал-Дур се сложила са планом. Бајбарс и Фарисудин ал-Актаи који је постао заповедник египатске војске су спровели план у дело: организовали су војнике унутар Мансуре и замолили становнике да буду тихи, како би крсташи помислили да је град празан, као што је и Дамијета била. Уистину, крсташка коњица је упала у замку и појурила у унутрашњост града и кренула на султанову палату. Тада су их заскочили Мамелуци и напали их свом снагом са својом пешадијом и искусним стрелцима. На улице су изашли и добровољци, становници Мансуре у борби за свој град. Мамелуци су опколили крсташке снаге и затворили околне улице и сокаке, и крсташи нису били у стању да им умакну а једино што им је преостало било је да умру на у борби или да се баце у брзе воде реке Нил и подаве се. Роберт од Артоа, брат краља Луја, се сакрио у једној кући али су га људи пронашли и убили. Битка се завршила поразом крсташа, од којих су многи погинули. Убиства су била немилосрдна, а у прилог томе говори да су само двојица темплара преживела покољ. У отприлике том тренутку на историјску сцену Египта ступају значајне историјске личности попут ал-Захира Бајбарса, Изудина Ајбака, султана Калавана и других.

## Ослобађање одТураншаха
Након победе, нови султан је пркосио Шаџар ал-Дур. Уместо да је приволи на своју страну, он јој је претио и тражио новац свог оца. Шаџар ал-Дур му је одговорила да је потрошила сав новац на рат и на управљање државом. Када се њихов однос додатно погоршао, Шаџар ал-Дур је побегла у Јерусалим, плашећи се одмазде и освете новог султана.
Тураншах је свој бес усмерио и на Мамелуке који су били највише заслужни за победу у бици код Мансуре, самим тим и за победу у Седмом крсташком рату. Он је почео да размишља како да их се ослободи. Мамелуци су га предухитрили, и Тураншах је погубљен од руке Актаија.

## Заклетва
Мамелуци су се нашли у новој ситуацији. Они су сада били господари и нису више били само алатка у туђим рукама за постизање одређених циљева и интереса. На њима је било да изаберу новог султана Египта. Уместо да изаберу неког од њих да наследи ову високу позицију, они су изабрали Шаџар ал-Дур.
Положена је заклетва новој султанији и њено име је угравирано на новцу уз следеће речи: „Истинска заштитница, краљица муслимана и мајка Халила, принца верних”.
Треба поменути да Шаџар ал-Дур није била прва жена-владар у исламском свету. Њој је претходила Радија ал-Дин, султанија Делхија. Њена владавина је трајала 4 године, од 1236. до 1240. године. Арва бинт Ахмед ал-Сулајхија, из исмаилитске династије Бену Сулајх из Јемена је владала од 1098. до 1138. године.

## Уклањање крсташа
Чим се Шаџар ал Дур попела на престо, преузела је контролу над земљом, а прво што ју је занимало било је да уклони крсташко присуство у земљи и да поведе преговоре са њима, што је резултирало у споразуму са краљем Лујем IX који је био заробљен у Мансури. То се догодило приликом предаје Дамијете и пуштања затвореника у замену за велику откупнину у износу од осам стотина хиљада златника, половину плаћену пре његовог одласка, а остатак после доласка у Акру, уз обећање да више никада неће крочити на обале муслиманских земаља. Луј Свети ће касније повести и Осми крсташки рат из ког се неће вратити жив.

## Опозиција
Упркос вештини и чврстини коју је показала у вођењу државних послова, њене блискости са јавношћу и давања новчаних средстава принчевима, услови нису погодовали дужини њене владавине. Било је снажног противљења унутар и изван земље, Египћани су љуто протестовали одбацујући идеју да им жена седи на трону земље док су се учењаци такође супротставили власти жене. Опозицију је водио Ез бин Абдулсалама који је сматрао да је њена владавина противзаконита.
У исто време, Ајубиди у Леванту су се побунили због смрти Тураншаха и Мамелучког злостављања халифата постављањем Шаџар ал-Дур на чело власти. Абасидски калифат у Багдаду је одбио да призна мамелучку творевину а калиф Мустасим им је поручио: „Ако имате мањка мушкараца, јавите нам па да вам пошаљемо”.

## Абдикација
Пред јаком опозицијом, Шаџар ал-Дур је абдицирала, препуствши власт свом мужу војсковођи Изудину Ајбаку, познатом по имену ал-малик ал-муизз. Период који је она провела на власти био је 80 дана.
Иако се Шаџар ал-Дур званично одрекла власти и моћи у корист свог супруга, она га је и даље подучавала у питањима управљања државом и покушавала је да га стави под своју контролу. Приморала га је да напусти своју прву жену, мајку његовог сина Алија, и забранила му да их посећује.

## Убиство Фарисудина Актаија
Изудин Ајбак је помогао Шаџар ал-Дур да се ослободи Фарисудина Актаија који им је узроковао многе проблеме за време њихове владавине. Он се сматра једним од најжешћих муслиманских вођа свог времена.

## Смрт
Након што се учврстио на власти Ајбак се окренуо против ње и пошто се ослободио својих ривала унутар земље и непријатеља Ајубида ван земље, почео је да предузима неопходне мере за женидбу кћерке Бадрудина Лулуа, господара Мосула. Шаџар ал-Дур се осетила изданом од стране човека за ког се удала и од ког је направила султана. Шаџар ал-Дур се разбесне због тога, те пожури да скује заверу како би се ослободила Ајбака, и посла му писмо нудећи му мир, учтиво му се обраћајући и тражећи опроштај од њега. Он наседе на њен план и да би удовољио њеној молби, оде до њеног замка где, по њеном наређењу бива убијен 23. ребиулевела 655. год. хиџретске године (1257 н.е). Она је проширила гласине да је Ајбак умро изненада ноћу, али јој Мамелуци нису поверовали. Ухапсили су је и одвели првој жени Изудина Ајбака која је наредила својим слушкињама да је убију. Претукли су је својим нанулама и изгазили до смрти, а потом и обесили на зидове замка. Покопали су је тек након неколико дана.
Тако је Шаџар ал-Дур скончала свој живот. Савремени историчари мамелучке државе углавном хвале њене подвиге и њену смелост.
Шаџар ал-Дур, Краљица Египта убијена је у Каиру, 3. маја 1257. године, односно 23. ребиулевела 655. по хиџри, након што је абдицирала у корист свог везира Изудина Ајбака, после 80 дана владавине.
Биографија Шаџар ал-Дур послужила је као инспирација за филм, који је био један од првих филмова приказаних у Египту. Главну улогу је играла глумица сејида Асија. Филм је приказан у бројним арапским земљама почетком тридесетих година прошлог века.

## Шаџар ал-Дур у египатској баштини
Шаџар ал-Дур је у египатском фолклору један од истоимених ликова у египатској епској фолклорној песми ал-сира ал-Захир Бајбарс. Ова народна песма коју су говорили приповедачи у арапским кафеџиницама у Египту до почетка двадесетог столећа, приповеда о љубави Египћана према султану ал Захиру Бајбарсу и Шаџар ал-Дур. Ова песма, чији је садржај већином фиктиван, објашњава да је Фатима Шаџар ал-Дур била кћерка халифе по имену ал Муктадир, који је владао у Багдаду све до напада Монгола. Разлог што ју је назвао Шаџар ал-Дур је био, према песми, тај што јој је отац, који ју је много волио, даровао хаљину од бисера (на арапском бисер је дур) и када ју је додирнула, наличила му је на дрво бисера (арапски Шаџар ал-Дур/Шаџарат Дур). Када му је затражила да је учини краљицом Египта, он јој је дао управу над Египтом. Међутим, када је стигла тамо затекла је ал-Салиха Ајуба, који ју је оженио, да би заједно владали. Када је Бајбарс стигао у Египат и ушао у њену утврду, она га је заволела као свог сина. Ајбак ал Туркмени је приказан као негативан лик, који пристиже у Египат из Мосула да отме власт Шаџар ал-Дур и њеном мужу Салиху. Након Салихове смрти, Шаџар ал-Дур се удала за Ајбака. Међутим, први муж јој се појављује у сну и наређује јој да убије свог новог мужа. Када се пробудила она је, према песми, узела мач и усмртила Ајбака. Када је његов син ушао у просторију и затекао оца мртвог, Шаџар ал-Дур се уплашила и отрчала. Приликом свог бега пала је са куле замка и умрла.

## Шаџар ал-Дур на филму и телевизији
- Египатски филм Шаџар ал-Дур из 1935. године о животу Шаџар ал-Дур. Главну улогу тумачила је глумица Асија Дагер
- Серија из Уједињених Арапских Емирата Шаџар ал-Дур о животу Шаџар ал-Дур из 1979. године. Главну улогу тумачила је глумица Нидал ал-Ашкар
- Египатски филм из 1962. године о животу мамелучког султана Кутуза. Улогу Шаџар ал-Дур тумачила је Тахија Каријука у арапској верзији, а Силвија Пампанини у италијанској верзији
- Египатска серија Витезови из 1994. године о животу мамелучког султана Кутуза. Улогу Шаџар ал-Дур тумачила је глумица Навал Абу ал-Фатах
- Египатски серија На вратима Египта из 2006. године о татарској инвазији на арапски свет. Улогу Шаџар ал-Дур тумачила је глумица Нихал Анбар
- Сиријска серија ал-Захир Бајбарс из 2005. године о ал-Захиру Бајбарсу. Улогу Шаџар ал-Дур тумачила је глумица Сузан Наџмудин.
- Бадр ал-Дин ал-Аини, науке о Јуману у историји народа времена, д. Мохамед Мохамед Амин, Центар за истраживање баштине, Египатска организација књига, Каиро 1987.
- Бибарс Алдавадар, идеја о маслацу у историји имиграције, Уједињено предузеће за дистрибуцију, Бејрут 1998
- Џамал ал-Дин ал-Схиал (професор исламске историје): Историја исламског Египта, Дар Ел Маареф, Каиро 1966
- Ал-Макризи: Понашање према земљама краљева, Дар Ал-Кутуб, Каиро 1996
- Мохиудин бин Абдул Захер : Равд ал-Захер у биографији краља ал Захира, истрага и објављивање Абдул Азиза Ал-Кхваитера, Ријад 1976
- Макризи: Проповеди и разматрања спомињањем планова и споменика, Литературе Прес, Каиро 1968.
- Абдуллах бин Аибак Давадари Благо Ал-Дурар и џамија Ал-Гарар, Немачки институт за исламску археологију, Каиро, 1971
- Касим Абдо Касим, Доба мамелучких Султана - политичка и друштвена историја, Аин за хуманистичке и социјалне студије, Каиро 2007